# Giro della Liguria 2001
Il Giro della Liguria 2001, prima edizione della corsa, conosciuto anche come Giro Riviera Ligure di Ponente, si svolse su 4 tappe, dal 21 al 24 febbraio 2001, su un percorso di 628,2 km, con partenza da Alassio e arrivo a Savona, in Italia. La vittoria fu appannaggio dell'ungherese László Bodrogi, che completò il percorso in 16h23'15", alla media di 38,334 km/h, precedendo l'italiano Andrea Ferrigato e il colombiano Freddy González.
Sul traguardo di Savona 72 ciclisti, su 175 partiti da Alassio, portarono a termine la competizione.

## Tappe
| Tappa  | Data        | Percorso          | km    | Vincitore di tappa | Leader cl. generale |
| ------ | ----------- | ----------------- | ----- | ------------------ | ------------------- |
| 1ª     | 21 febbraio | Alassio > Alassio | 155,6 | Daniele Galli      | Daniele Galli       |
| 2ª     | 22 febbraio | Genova > Genova   | 144,7 | Stefano Zanini     | Stefano Zanini      |
| 3ª     | 23 febbraio | Varazze > Varazze | 168,4 | László Bodrogi     | László Bodrogi      |
| 4ª     | 24 febbraio | Savona > Savona   | 159,5 | Sergej Ivanov      | László Bodrogi      |
| Totale | Totale      | Totale            | 628,2 |                    |                     |

## Dettagli delle tappe

### 1ª tappa
- 21 febbraio: Alassio > Alassio – 155,6 km

Risultati
| Pos. | Corridore      | Squadra      | Tempo    |
| ---- | -------------- | ------------ | -------- |
| 1    | Daniele Galli  | Alexia Al.   | 3h57'25" |
| 2    | Andris Naudužs | Selle Italia | s.t.     |
| 3    | Nicola Loda    | Fassa B.     | s.t.     |

| Pos. | Corridore      | Squadra      | Tempo    |
| ---- | -------------- | ------------ | -------- |
| 1    | Daniele Galli  | Alexia Al.   | 3h57'15" |
| 2    | Andris Naudužs | Selle Italia | a 4"     |
| 3    | Nicola Loda    | Fassa B.     | a 6"     |

### 2ª tappa
- 22 febbraio: Genova > Genova – 144,7 km

Risultati
| Pos. | Corridore       | Squadra  | Tempo    |
| ---- | --------------- | -------- | -------- |
| 1    | Stefano Zanini  | Mapei    | 3h47'39" |
| 2    | Dmitrij Konyšev | Fassa B. | s.t.     |
| 3    | Fabio Sacchi    | Saeco    | s.t.     |

| Pos. | Corridore       | Squadra  | Tempo    |
| ---- | --------------- | -------- | -------- |
| 1    | Stefano Zanini  | Mapei    | 7h45'04" |
| 2    | Dmitrij Konyšev | Fassa B. | a 4"     |
| 3    | Fabio Sacchi    | Saeco    | a 6"     |

### 3ª tappa
- 23 febbraio: Varazze > Varazze – 168,4 km

Risultati
| Pos. | Corridore         | Squadra      | Tempo    |
| ---- | ----------------- | ------------ | -------- |
| 1    | László Bodrogi    | Mapei        | 4h28'53" |
| 2    | Andrea Ferrigato  | Alessio      | s.t.     |
| 3    | Giuliano Figueras | Cer. Panaria | s.t.     |

| Pos. | Corridore         | Squadra      | Tempo    |
| ---- | ----------------- | ------------ | -------- |
| 1    | László Bodrogi    | Mapei        | 3h47'49" |
| 2    | Andrea Ferrigato  | Alessio      | a 4"     |
| 3    | Giuliano Figueras | Cer. Panaria | a 6"     |

### 4ª tappa
- 23 febbraio: Savona > Savona – 159,5 km

Risultati
| Pos. | Corridore        | Squadra  | Tempo    |
| ---- | ---------------- | -------- | -------- |
| 1    | Sergej Ivanov    | Fassa B. | 4h09'22" |
| 2    | Andrea Ferrigato | Alessio  | s.t.     |
| 3    | László Bodrogi   | Mapei    | s.t.     |

| Pos. | Corridore        | Squadra      | Tempo     |
| ---- | ---------------- | ------------ | --------- |
| 1    | László Bodrogi   | Mapei        | 16h23'15" |
| 2    | Andrea Ferrigato | Alessio      | a 2"      |
| 3    | Freddy González  | Selle Italia | a 14"     |

## Ordine d'arrivo (Top 10)
| Pos. | Corridore        | Squadra                      | Tempo     |
| ---- | ---------------- | ---------------------------- | --------- |
| 1    | László Bodrogi   | Mapei-Quick Step             | 16h23'15" |
| 2    | Andrea Ferrigato | Alessio-Bianchi              | a 2"      |
| 3    | Freddy González  | Selle Italia-Pacific         | a 14"     |
| 4    | Fabio Malberti   | Liquigas-Pata                | s.t.      |
| 5    | Dario Frigo      | Fassa Bortolo                | s.t.      |
| 6    | Bo Hamburger     | CSC-WorldOnline              | s.t.      |
| 7    | Peter Farazijn   | Cofidis                      | s.t.      |
| 8    | Roberto Petito   | Fassa Bortolo                | s.t.      |
| 9    | Ruslan Ivanov    | Alessio-Bianchi              | s.t.      |
| 10   | Massimo Donati   | Tacconi Sport-Vini Caldirola | s.t.      |